# Lotario Rosario
Lotario Rosario, anche detto Lotario da Cremona (Cremona, 1170 circa – Roma, 1216), è stato un giurista e arcivescovo cattolico italiano.

## Biografia
Nato a Cremona da una nobile e potente famiglia, nel 1196 entrò a far parte del Capitolo dei Canonici pisani, probabilmente cooptato da papa Clemente III al fine di assicurargli una prebenda che gli consentisse di attendere ai suoi studi giuridici presso l'Università di Bologna. Nel frattempo aveva già cominciato la carriera di insegnante nella città felsinea a partire dal 1189. Compare in alcuni documenti come giudice in processi relativi a privilegi ecclesiastici, svoltisi a Bologna e in altre città vicine, come Modena. Nel 1201 si recò per un breve periodo in Francia, come consigliere alla corte di re Filippo Augusto.
Agli inizi del XIII secolo abbandonò la carriera di giurista per quella ecclesiastica, venendo consacrato vescovo di Vercelli nel 1205 e svolgendo il ruolo di visitator e provisor Lombardie per conto del pontefice. Grazie probabilmente alle pressioni di quest'ultimo, Lotario fu elevato al rango di arcivescovo di Pisa nel mese di aprile del 1208. Grazie al buon rapporto tra Lotario e Innocenzo III, l'arcidiocesi pisana si vide rinnovare i diritti di legazia e primazia sulla Sardegna, tolti al suo predecessore Ubaldo Lanfranchi. Come ulteriore segno di riappacificazione, l'11 maggio dello stesso anno il papa ordinò al nuovo arcivescovo di togliere la scomunica al podestà pisano Lamberto Visconti.
Nonostante i ruoli ecclesiastici, Lotario continuò a dispensare preziosi consigli giuridici in varie occasioni. Aiutò Ottone IV almeno fino al 1211, quando si ebbe la rottura definitiva tra l'imperatore e il papa Innocenzo III. Seguì molte dispute anche nel suo periodo pisano, con il supporto di alcuni colleghi giuristi bolognesi nominati consiglieri arcivescovili. Di tutta la sua attività giuridica rimangono ad oggi solo alcune quaestiones.
Lotario rimase a capo dell'arcidiocesi toscana fino alla morte, occorsa nei primi mesi dell'anno 1216 a Roma, dove si era recato per partecipare al Concilio Lateranense IV.